# Neustädtelit
Neustädtelit ist ein sehr selten vorkommendes Mineral aus der Mineralklasse der „Phosphate, Arsenate und Vanadate“. Es kristallisiert im triklinen Kristallsystem mit der chemischen Zusammensetzung Bi2Fe3+Fe3+O2(OH)2(AsO4)2, ist also ein Bismut-Eisen-Arsenat mit zusätzlichen Hydroxidionen.
Neustädtelit entwickelt nur kleine, tafelige Kristalle mit tafeligem Habitus bis etwa 0,2 Millimeter Durchmesser von brauner, braunroter oder schwarzer Farbe bei hellbrauner Strichfarbe. Die Oberflächen der durchsichtigen bis durchscheinenden Kristallflächen zeigen einen diamantähnlichen Glanz.

## Etymologie und Geschichte
Erstmals entdeckt wurde Neustädtelit zusammen mit Cobaltneustädtelit auf den Halden der Grube „Güldener Falk“ bei Neustädtel (Schneeberg) im sächsischen Erzgebirge und beschrieben 2002 durch Werner Krause, Heinz-Jürgen Bernhardt, Catherine McCammon und Herta Effenberger, die das Mineral nach seiner Typlokalität benannten.
Das Typmaterial des Minerals wird in der Sammlung des Staatlichen Museum für Mineralogie und Geologie Dresden in Deutschland (Katalog-Nr. 18328 und 18329) aufbewahrt.

## Klassifikation
Bereits in der mittlerweile veralteten, aber noch gebräuchlichen 8. Auflage der Mineralsystematik nach Strunz gehörte der Neustädtelit zur Mineralklasse der „Phosphate, Arsenate und Vanadate“ und dort zur Abteilung der „Wasserfreie Phosphate, mit fremden Anionen F, Cl, O, OH“, wo er zusammen mit Brendelit, Cobaltneustädtelit, Medenbachit und Paulkellerit die unbenannte Gruppe VII/B.37 bildete.
Die seit 2001 gültige und von der International Mineralogical Association (IMA) verwendete 9. Auflage der Strunz’schen Mineralsystematik ordnet den Neustädtelit ebenfalls in die Abteilung der „Phosphate usw. mit zusätzlichen Anionen; ohne H2O“ ein. Diese ist allerdings weiter unterteilt nach der relativen Größe der beteiligten Kationen und dem Stoffmengenverhältnis der zusätzlichen Anionen (OH etc.) zum Phosphat-, Arsenat- bzw. Vanadatkomplex (RO4), so dass das Mineral entsprechend seiner Zusammensetzung in der Unterabteilung „Mit mittelgroßen und großen Kationen; (OH usw.) : RO4 = 2 : 1, 2,5 : 1“ zu finden ist, wo es nur noch zusammen mit Cobaltneustädtelit und Medenbachit die „Medenbachitgruppe“ mit der System-Nr. 8.BK.10 bildet.
Auch die vorwiegend im englischen Sprachraum gebräuchliche Systematik der Minerale nach Dana ordnet den Neustädtelit in die Klasse der „Phosphate, Arsenate und Vanadate“ und dort in die Abteilung der „Wasserfreie Phosphate etc., mit Hydroxyl oder Halogen“ ein. Hier ist er ebenfalls zusammen mit Medenbachit und Cobaltneustädtelit in der „Medenbachitgruppe“ mit der System-Nr. 41.04.09 innerhalb der Unterabteilung „Wasserfreie Phosphate etc., mit Hydroxyl oder Halogen mit (AB)5(XO4)2Zq“ zu finden.

## Kristallstruktur
Neustädtelit kristallisiert triklin in der Raumgruppe P1 (Raumgruppen-Nr. 2) mit den Gitterparametern a = 4,556(1) Å; b = 6,153(2) Å; c = 8,984(2) Å; α = 95,43(2)°; β = 99,22(2)° und γ = 92,95(3)° sowie ½ Formeleinheit pro Elementarzelle.

## Bildung und Fundorte
Die Proben, die Neustädtelit und Cobaltneustädtelit enthalten, bestehen hauptsächlich aus Quarz, wo die beiden Minerale in kleinen Hohlräumen kristallisieren. Als Begleitminerale treten unter anderem Goethit, Limonit und Preisingerit, selten auch Bismutit, Mixit und Zeunerit auf.
Als seltene Mineralbildung konnte Neustädtelit nur an wenigen Fundorten nachgewiesen werden, wobei bisher (Stand 2013) weniger als 20 Fundorte als bekannt gelten.
Neben seiner Typlokalität Grube „Güldener Falk“ wurde das Mineral noch auf mehreren Grubenhalden um Neustädtel und Schneeberg (Erzgebirge) wie unter anderem der Gruben „Adam Heber“, „Junge Kalbe“ und „Peter und Paul“ (heute Marx-Semler-Stolln) sowie bei Tirpersdorf (Vogtlandkreis) und der Grube „Vater Abraham“ bei Lauta in Sachsen gefunden. Des Weiteren fand man Neustädtelit bisher noch in mehreren Gruben bei Lichtenberg (Oberfranken) nahe Bad Steben in Bayern (Stand 2013).